# Матті Юрва
Матті Юрва (фін. Matti Jurva, справжнє ім'я — Леннарт Матіас Юрванен (фін. Lennart Mathias Jurvanen ; 29 квітня 1898, Гельсінкі, Фінляндія — 16 вересня 1943, там же) — один з найяскравіших представників фінської популярної музики 1930-х років: співак, чечіточник, актор, мультиінструменталіст, композитор.
З успіхом виступав у Фінляндії та за її межами (насамперед у США). За свідченням Петера фон Баха, існує щонайменше 406 грамзаписів Матті Юрва; відомо також, що Юрва записувався і під час американських гастролей 1927 — 1928 років .
Матті Юрва активно співпрацював з Тату Пеккаріненом: перший писав музику, другий — слова (до ряду пісень, проте слова написав також Юрва). Їхні спільні роботи нерідко виходили у світ під псевдонімом Ерккі Салама (фін. Erkki Salama); стверджується, втім, що під цим псевдонімом працювали інші автори.
Талановитий куплетист, спадкоємець Юхана Альфреда Таннера і Рафу Рамстедта, Матті Юрва записав і виконав безліч пісень «на злобу дня», присвячених подіям як фінського («сухий закон»), так і міжнародного масштабу (Берлінська олімпіада 1936 . У ході Зимової війни та фінської окупації Карелії він активно виступав перед фінськими військами; багатьом слухачам з колишнього СРСР відома його пісня "Njet, Molotoff ", а також пісня " Mannerheimin linjalla " про події Зимової війни .
Знявся у фільмах Kaksi Vihtoria (1939) та Herra johtajan harha-askel (1940).
Також відомий тим, що першим виконав пісню " Ievan Polkka ". Останні роки життя зловживав міцними спиртними напоями, що й спричинило смерть артиста в 1943 році (за версією статті фінською мовою).